# Фань Кунь, Мария
Мария Фань Кунь (кит.  范坤玛利, 1884, деревня Дацзе, провинция Хэбэй, Китай — 28 июня 1900, деревня Ванла, провинция Хэбэй, Китай) — святая Римско-Католической Церкви, мученица.

## Биография
Мария Фань Кунь родилась в 1884 году в провинции Хэбэй. Рано став сиротой, она воспитывалась в детском доме, который основали католические миссионеры.
Во время Ихэтуаньское восстания повстанцы захватили деревню Дацзе, после чего сожгли католическую церковь и убили всех обнаруженных католиков. Повстанцы оставили в живых Марию Фань Кунь и трёх других девочек-сирот Люцию Ван Чэн, Марию Ци Юй и Марию Чжэн Сюй. Лидер повстанческой группы предложил Марии Фань Кунь выйти за него замуж. Мария Фань Кунь отказалась, и тогда боксёры взяли девочек с собой в деревню Ванла, где их заставляли отказаться от своей веры и потом убили.

## Прославление
Мария Фань Кунь была беатифицирована 17 апреля 1955 года Римским Папой Пием XII и канонизирована 1 октября 2000 года Римским Папой Иоанном Павлом II вместе с группой 120 китайских мучеников.
День памяти в Католической Церкви — 9 июля.

## Источник
- George G. Christian OP, Augustine Zhao Rong and Companions, Martyrs of China, 2005, стр. 85 (недоступная ссылка) (англ.)